# خفاش برهنه کهتر
خفاش برهنه کهتر (نام علمی: Cheiromeles parvidens) نام یک گونه از تیره خفاش‌های دم‌آزاد است.